# CJ Hendry
Catherine Jenna (CJ) Hendry (* 1988 in Südafrika) ist eine australische autodidaktische Künstlerin, bekannt für ihre großformatigen, hyperrealistischen Arbeiten. Hendry nutzt eine selbst entwickelte Zeichentechnik und Materialien wie Wachsbuntstifte oder Fineliner.

## Biografie
Hendry wuchs in Brisbane, Australien auf. Hier studierte sie Architektur, was sie nach einigen Jahren aufgab. Darauf schrieb sie sich für Buchhaltung und Finanzen an der University of Queensland in Australien ein. Dieses Studium brach sie 2013 ab, um eine Kunstkarriere zu verfolgen.
2015 zog sie nach New York. Sie heiratete 2018 und brachte 2020 ihren Sohn zur Welt.

## Arbeiten
Die behandelten Motive in Hendrys Werken sind meist Luxusobjekte oder Objekte der Pop-Kultur, welche sie leicht abändert. Oft zerknüllt sie das abzuzeichnende Objekt, wie zum Beispiel im Falle einer Chanel-Einkaufstasche. Hendry knüllte sie zu einem Ball, breitete sie wieder aus und strich sie wieder etwas glatt. Das Motiv ist immer zentriert vor einem weißen Hintergrund.
In ihrer Zeit als Künstlerin entwickelte sie eine eigene Zeichentechnik, eine Mischung aus Kreuzschattierung und Schummern, bei der sie ihre Hand nie vom Blatt nimmt.
2014 präsentierte Hendry eine ihrer Arbeiten Kanye West bei einem seiner Konzerte in Brisbane. Das Werk zeigte Wests Gesicht auf einem 100-US-Dollar-Schein. Wests Kauf der Arbeit verschaffte Hendry viel Aufmerksamkeit.
Zu ihren Anfängen arbeitete Hendry in schwarz-weiß. Bei einer Kollaboration mit Christian Louboutin im Jahr 2016 nutzte sie zum ersten Mal Wachsbuntstifte. Gegenstand der Serie waren Ölfarbkleckse. Die Serie war Teil der Art Basel-2017-Ausstellung in der Anita Chan Lia-ling Galerie am Fringe Club in Hong Kong. Seit Hendry Farben nutzt, sagt sie, hat sich ihr Horizont erweitert und sie ist offener für mehr Möglichkeiten.

### Copyright Infringement
„Copyright Infringement“ entstand 2018 als Reaktion auf einen Rechtsstreit. Hendry kreierte eine Serie basierend auf Andy Warhols berühmten Polaroids. Sie zeichnete die Polaroids realitätsgetreu ab, zerknüllte die Abbildungen und zeichnete diese wieder. Die Motive wurden auf T-Shirts gedruckt, welche sie in, ebenfalls von Warhol inspirierten, „Campbells’s Soup“-ähnlichen Dosen verpackte, für die sie auch eigene Etiketten designte. Eine Urheberrechtsverletzung verbot Hendry allerdings, die T-Shirts zu verkaufen. Als Reaktion darauf verpackte Hendry ihre Produkte in roten Boxen mit der Aufschrift „Copyright Infringement – Trash Only“ und versteckte diese in den Straßen New Yorks. Bilder der Verstecke und Adressen veröffentlichte sie in ihrer Instagram-Story.
Seit dieser ersten Schatzsuche wiederholt Hendry „Copyright Infringement“ jedes Jahr und wählt andere Künstler. 2019 war es Richard Prince und seine Instagram-Kunst, 2020 Tracey Emins Neonschilder. In ihren Zeichnungen änderte Hendry die Worte ab – „You made me love me“ von Emin wurde bei Hendry zu „I made you love me“. Die Suche findet jetzt auch in Sydney, Los Angeles, London, Brisbane und weiterhin in New York statt.
2019 erhielt Hendry eine weitere Unterlassungsklage. Michael Halsband forderte die Zerstörung einer Illustration seiner Fotografie von Andy Warhol und Jean-Michel Basquiat. Daraufhin entschied sich Hendry, ihr Werk mit schwarzer Farbe zu übersprühen und dies zu filmen. Den Film versteigerte sie anschließend als NFT.

## Ausstellungen

### Epilogue (2022)
Die Ausstellung wurde aufgrund der Corona-Pandemie in das Jahr 2022 verschoben.

### Straya (2021)
„Straya“ behandelte Hendrys selbst entwickeltes, gleichnamiges Kartenspiel über australischen Slang, welches aus 420 Karten mit australischen Worten und Redensarten besteht. Hendry zerknüllte die Spielkarten und zeichnete sie großformatig ab. Die Ausstellung fand in einer großen Halle in Brisbane statt. Sand wurde aufgeschüttet und eine übergroße Replika der Spielpackung aufgestellt. Die Besuchenden konnten in diese eintreten, dort waren die Arbeiten ausgestellt. Sie erhielten am Eingang ein Paar Flip-Flops. Diese hatten australischen Slang auf der Sohle eingraviert, sodass sie die Worte im Sand hinterließen.

### Rorschach (2019)
Hendrys Serie „Rorschach“ zeigt Illustrationen inspiriert durch den psychologischen Tintenkleckstest von Hermann Rorschach. Hendry kreierte ihre eigenen Tintenkleckstests, indem sie verschiedene Acrylfarben wahllos auf eine Hälfte eines Blattes brachte und dieses in der Mitte faltete. Ihr Ziel war eine Mischung aus Naivität und Unheimlichkeit, da ihre Technik an die Malprojekte aus dem Kindergarten erinnern. Die Ergebnisse zeichnete sie in einem vergrößerten Format ab. Die Ausstellung fand in einer großen Hüpfburg statt, welche stark an eine Gummizelle erinnerte. Sie war aufgebaut wie ein Labyrinth und die Besuchenden erhielten ein Paar Socken, auf die eins der Rorschach Motive in schwarz gedruckt war.

### Monochrome (2018)
2018 stellte Hendry in einer alten 2044 m² großen Lagerhalle in Brooklyn ihre Serie „Monochrome“ aus. Sie besteht aus zerknüllten Pantone-Farbproben in unterschiedlichsten Farben, welche Hendry in übergroßem Format abzeichnete. Sie gehören zu ihren ersten Arbeiten in Farbe. In der Lagerhalle wurden sieben Räume aus großen Klemmbausteinen in jeweils einer Farbe aufgebaut. Jeder Raum wurde in einer Farbe gehalten, Wände, Pflanzen, Dekoration und Möbel. Dort stellte sie jeweils ihre Arbeiten vor, die Abstufungen derselben Farbe waren. Auch wenn Hendry sich an einen typischen Grundriss eines Hauses hielt, gab es trotzdem einige Überraschungen zu entdecken, wie eine Palme oder einen Sandkasten. Es gab eine grüne Küche mit Oberflächen aus Gras und ein rosafarbenes Schlafzimmer mit einer Wanne voller rosa Teddybären.

### Complimentary Colors (2017)
Die Serie „Complimentary Colors“ entstand in Zusammenarbeit mit Designer Christian Louboutin und waren Hendrys erste Arbeiten in Farbe. Die Arbeiten waren in einer Ausstellung als Teil der Art Basel in Hong Kong zu sehen. Sie behandelt in Buntstift gezeichnete hyperrealistische Ölfarbkleckse. Die Arbeiten beinhalten alle Farben des Regenbogens und auch den geschützten Ton Christian Louboutin Rot. Besuchende wurden eine weiße Wand und Wachsmalstifte in Form des „So Kate“-Schuhs von Louboutin als interaktives Element der Ausstellung zur Verfügung gestellt.

### The Trophy Room (2016)
„The Trophy Room“ war Hendrys erste Solo-Ausstellung in einer Pop-Up-Galerie in New York. Ihre Werke zeigen Alltagsobjekte, wie eine kopflose Barbie-Puppe, eine Coca-Cola-Flasche, ein Fernglas, eine Kaffeetasse und ein Playstationcontroller, präsentiert als Trophäe auf einem Podest und in Chrome-Optik. Die Trophäen erstellte sie selbst, bevor sie sie mit schwarzem Fineliner abzeichnete. Einige stellte sie auch als Original im vorderen Bereich der Ausstellung aus. Eine 5-Meter große „Mr. Potato Head“-Trophäe wurde auch präsentiert.

### 50 Foods in 50 Days (2015)
„50 Foods in 50 Days“ war Hendrys erste Solo-Ausstellung. Sie fand statt in Melbourne in einer ehemaligen Farbfabrik, die zu einer Eventlocation umfunktioniert wurde. Die Serie zeigt verschiedene französische Gerichte und war eine Zusammenarbeit mit „The Cool Hunter“. Um die schwarz-weiß-Zeichnungen gut zur Geltung kommen zu lassen, wurden die Wände schwarz gestrichen. Außerdem wurde ein monochrom gehaltenes Lebensmittelgeschäft eingerichtet und einige Delikatessen mit schwarzen Akzenten serviert.